# Nationaal park Bruce Peninsula
Het Nationaal park Bruce Peninsula (Engels: Bruce Peninsula National Park) is een nationaal park in Canada. Het ligt in het zuidoosten van de provincie Ontario. Het park werd opgericht in 1987. Met een oppervlakte van 154 km² is het een van de kleinere parken in Canada.

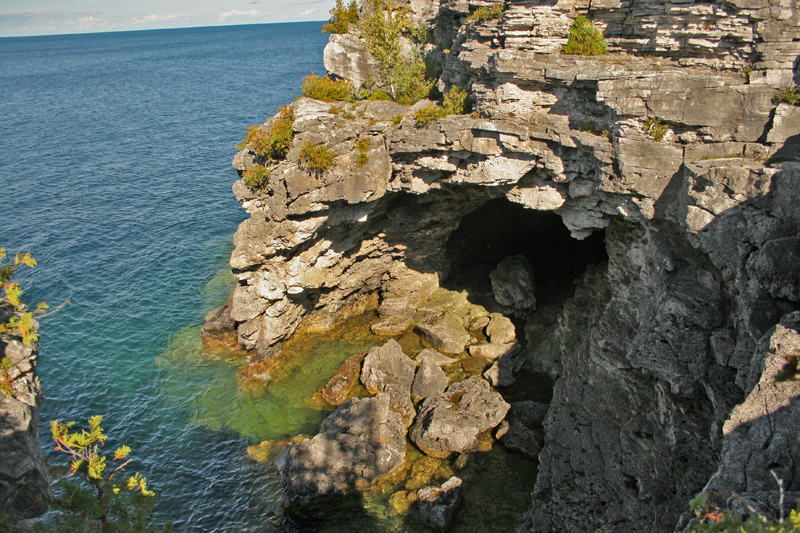
The Grotto
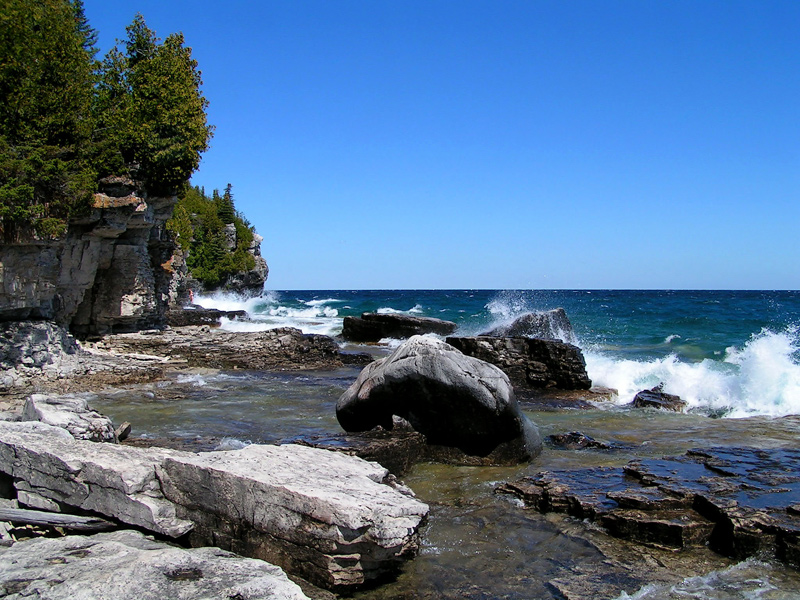
Kust van de Georgian Bay